# Методи Деянов
Методи Валентинов Деянов е бивш български футболист, полузащитник, национал на България, понастоящем треньор по футбол.

## Кариера
Роден е на 3 април 1975 г. в София, България. Започва кариерата си на футболист в школата на ПФК ЦСКА (София).
Преминава през всички възрастови групи на „червените“, преди да дебютира за първия отбор на 7 май 1994 г. срещу ПФК Шумен.
През сезон 1994/95 изиграва 19 мача и вкарва 4 гола за ЦСКА.
През август 1995 къса коленни връзки на дясното коляно, което го вади до края на сезона. Връща се в игра на 29 юни 1996 г. в мач от турнира Интертото срещу Хибърниънс като още с влизането си вкарва гол, но впоследствие къса менискус и пропуска есенният дял на сезона. В края на сезона става шампион на България с ЦСКА.
В края на сезон 1997/98 футболист на Олимпик (Тетевен) му чупи левият крак. Тогава лекарите му го обнадеждават, твърдейки, че ще бъде успех, ако той успее да проходи. След година и два месеца обаче Методи вече не само ходи, но и тича и тренира на пълни обороти. Тогава той става известен с прозвището „Медицинското чудо“.
През 1999 печели Купата на България. На 20 септември 2001 г. в мача от Купата на УЕФА срещу Шахтьор (Донецк) подава головите пасове и за трите гола. На реванша бележи гол в 90-ата минута. В началото на 2003 г. преминава в отбора на ОФИ (Крит) където има 100 мача и отбелязва 20 гола.
През сезон 2007/08 играе за кипърския Анортозис и става шампион, като в края на сезона се отказва от футбола заради опасения от нова контузия. През лятото на 2008 година прекратява кариерата си на активен състезател, и започва треньорската си кариера в ДЮШ на ЦСКА. От 2015 г. е старши треньор в ДЮШ на ЦСКА, старшата възраст (набор 1997-1998) в елитната юношеска група до 19 г.